# Genaro Carnero Checa
Genaro Carnero Checa (Piura, 14 de abril de 1910-México, 12 de noviembre de 1980) fue un periodista, poeta y político peruano.

## Biografía
Fue hijo de Germán Carnero y Clara Checa. Hermano de Luis Carnero Checa, que también fue poeta y periodista.
Cursó su estudios escolares en el Colegio Nacional San Miguel de su ciudad natal, hasta 1928.
Luego ingresó a la Escuela Nacional de Ingenieros, pero solo llegó a cursar el tercer año, pues incursionó en el periodismo y la política para combatir la dictadura de Luis Sánchez Cerro.
Militó en Vanguardia, grupo de extrema izquierda, y colaboró en el semanario comunista Hoz y Martillo. Por dicha actividad fue expulsado de la Escuela de Ingenieros. El gobierno de Óscar R. Benavides lo deportó en 1937 al Ecuador. En 1939 fue igualmente expulsado de este país; pasó entonces a Panamá y luego a México.
En México trabajó como periodista, colaborando en diversas publicaciones. Colaboró también con las agencias de noticias Reuter, Prensa Latina y France Press.
En 1946 regresó al Perú. En 1947 fundó el semanario peruano 1947 que se editó hasta 1959, tomando el nombre del año en que se editaba, aunque apareciendo de manera intermitente. Trabajó con un equipo de periodistas en el que figuraban Pepe Ludmir, Alfredo Mathews, Antenor del Pozo y Alejandro Romualdo.
En 1950, junto con los periodistas Gerardo Uzátegui y Antenor Escudero, propugnó un movimiento de renovación en el periodismo. Pero al no obtener eco entre la dirigencia del gremio, decidió fundar la Federación de Periodistas del Perú (FPP), con la participación de más de cien periodistas que se reunieron en el local de la Asociación Nacional de Escritores y Artistas, ANEA (18 de julio de 1950). En octubre del mismo año se desarrolló el primer Congreso Nacional de Periodistas, que lo ratificó en la presidencia de la directiva de la FPP.
En 1953, bajo el Ochenio de Manuel Odría, fue desterrado por segunda vez y marchó otra vez a México. Regresó al Perú en 1955.
En 1961 fue uno de los organizadores del Frente de Liberación Nacional, que lanzó la candidatura del general César Pando Egúsquiza en las elecciones generales de 1962.
En 1964 ganó el Premio Nacional de Periodismo, con el ensayo titulado La acción escrita, que trata sobre la labor periodística de José Carlos Mariátegui.
Fue uno de los fundadores de la Organización Internacional de Periodistas (OIP), y de la Federación Latinoamericana de Periodistas (FELAP), con sede en la Ciudad de México, que contó con el apoyo de los gobiernos de México, Venezuela y Cuba (1970).

## Premios y condecoraciones
- Premio Nacional de Periodismo (1964)
- Premio Internacional de Periodismo de la OIP (1969)
- Medalla Julius Fučík otorgado por la OIP (1979)

## Publicaciones
- El águila rampante. El imperialismo yanqui sobre América Latina (1956)
- Corazón bandera. (1960), libro de poemas.
- El drama del cobre, el café y el petróleo de América Latina (1960)
- La acción escrita. (1964 y 1980). Premio Nacional de Periodismo.
- Lenin periodista. (1970 y 1971)
- Corea, arroz y acero. (1974 y 1975)
- U.S.A. 1776-1976. Alborada y crepúsculo. (1976)
- Kim Il Sung, una vida al servicio del socialismo. (1977)
- Los peces infernales. (1979), libro de cuentos.

## Publicaciones extras
- César Vallejo.
- El periodismo mundial estrecha sus manos. (1960).
- Felap. (1980).
- Historia de un exiliado peruano en México. (2011), .
- Túpac Amaru..
- Ucrania. (1972).